# Alnus rhombifolia
Espèce
Synonymes
- Alnus californica (Regel) H.J.P.Winkl.[2] [1]
- Alnus rhombifolia bernardiana Munz & I.M. Johnston[3]
- Alnus rhombifolia var. bernardina Munz & I.M.Johnst.[1]
- Alnus rhombifolia var. bernardina Munz & Johnston[2]
- Alnus rhombifolia var. ovalis H.J.P.Winkl.[2]

Statut de conservation UICN

 LC  : Préoccupation mineure
Alnus rhombifolia est une espèce d'arbres de la famille des Betulaceae et du genre des aulnes.  

## Liste des variétés
Selon Tropicos (9 juin 2017) (Attention liste brute contenant possiblement des synonymes) :
- Alnus rhombifolia var. bernardiana Munz & I.M. Johnst.
- Alnus rhombifolia var. ovalis H. Winkl.
- Alnus rhombifolia var. typica Callier